# Benjamim Côrte-Real
Benjamim de Araújo e Côrte-Real (ur. 1961) – wschodniotimorski nauczyciel akademicki, językoznawca, rektor Narodowego Uniwersytetu Timoru Wschodniego (2001–2010), dyrektor Narodowego Instytutu Językoznawstwa.

## Życiorys
W latach 1979–1984 kształcił się w Colégio de São José. Od 1985 r. kontynuował edukację na Universitas Kristen Satya Wacana w indonezyjskim mieście Salatiga; w swojej pracy dyplomowej dokonał porównania fonologicznego języka angielskiego z językiem tetum. Następnie nauczał na Universitas Timor Timur; później wyjechał do Australii, gdzie uzyskał magisterium (1994) z lingwistyki stosowanej na Uniwersytecie Macquarie (na podstawie pracy pt. Grice’s Cooperative Principles in the Key Ministerial Speeches on [Australian] Native [Land] Title [in the Mabo Debate]), a następnie doktorat (2000) z lingwistyki antropologicznej (na podstawie rozprawy pt. Mambai and its Verbal Art Genres: A Cultural Reflection of Suro-Ainaro, East Timor).
Włada językami mambai, tetum, portugalskim, indonezyjskim i angielskim.